# 石楊路駅
石楊路駅（せきようろえき）は、中華人民共和国江蘇省南京市江寧区石楊路と滄麒路交差点の北西側にある、南京地下鉄と南京有軌電車の駅である。10号線、S3号線と 麒麟有軌電車が乗り入れ、三路線の接続駅となっている。

## 駅名
駅名については、事業着手当初は南京地下鉄集団は「王武荘駅」の仮称を用いており、2021年11月30日に「石楊路駅」を駅名として第一次公示され、2021年12月22日に駅名が「石楊路駅」に決定したことが発表された。

## 歴史
- 2017年10月31日南京麒麟有軌電車の駅として開業[4]。

## 隣の駅
南京地下鉄
■10号線
東麒路駅- 石楊路駅 - 楊荘駅
■S3号線
- 石楊路駅 -
南京有軌電車
■ 麒麟有軌
智匯路駅- 石楊路駅 - ■